# Marco Carnesecchi
Marco Carnesecchi (Rimini, 1 de julho de 2000) é um futebolista italiano que atua como goleiro. Atualmente defende a Atalanta.

## Carreira
Tendo jogado por Sant'Ermete, Cesena e Atalanta nas categorias de base, Carnesecchi se profissionalizou na temporada 2018–19 e chegou a ser relacionado para uma partida da Copa da Itália contra o Cagliari, ficando no banco de reservas.
Em julho de 2019, foi emprestado ao Trapani, que disputava a Série B italiana, fazendo sua estreia profissional contra a Salernitana, em setembro do mesmo ano. Foram 34 jogos disputados com a camisa da equipe siciliana antes de ser reintegrado ao elenco da Atalanta no ano seguinte.
Como terceiro goleiro da Dea, Carnesecchi não foi relacionado para nenhum jogo e chegou a ser afastado após ter sido infectado pela COVID-19 em outubro de 2020. Recuperado da doença, foi emprestado para a Cremonese até o final da temporada, não sendo vazado em 8 jogos. Seu desempenho fez com que o empréstimo fosse prorrogado por mais um ano, ajudando os Grigiorossi a conquistarem o acesso à primeira divisão. Mesmo tendo boas atuações pela Cremonese, o goleiro não evitou o rebaixamento para a Série B nacional.
De volta ao elenco da Atalanta em 2023, Carnesecchi fez sua estreia como atleta do time de Bérgamo na derrota por 3 a 2 para a Fiorentina, e chegou a perder a vaga de titular para o argentino Juan Musso, antes de recuperar a posição em dezembro - Musso seria o goleiro atalantino nas copas, enquanto Carnesecchi atuaria na Série A.
Fez parte do elenco campeão da Liga Europa da UEFA de 2023–24, tendo feito uma partida na competição, contra o Raków Częstochowa, pela fase de grupos.

## Carreira internacional
Entre 2016 e 2023, o goleiro defendeu as seleções de base da Itália, sendo o titular da equipe Sub-19 na Eurocopa da categoria, disputada em 2019, onde os Gli Azzurrini foram eliminados na primeira fase, e na Copa do Mundo Sub-20, tendo atuado em 2 partidas.
Em janeiro de 2022, foi convocado para um período de treinos da seleção principal antes da repescagem das eliminatórias para a Copa do Mundo.

## Títulos
Atalanta
- Liga Europa da UEFA: 2023–24